# 坂上嘉津季
坂上嘉津季（日语：／ Sakagami Katsuki，1992年11月7日—），日本女子摔跤运动员。她曾代表日本参加2018年亚洲运动会摔跤比赛，获得一枚铜牌。她也曾参加2013年夏季世界大学生运动会。